# Wallace Roney
Wallace Roney (* 25. Mai 1960 in Philadelphia; † 31. März 2020 in Paterson, New Jersey) war ein US-amerikanischer Jazztrompeter. Beeinflusst vom frühen und mittleren Miles Davis und
von Clifford Brown, aber auch von Kenny Dorham und Woody Shaw, war er der wichtigste Trompeter seiner Generation, der in der Tradition von Miles Davis stand. Er hat jedoch eine eigenständige Stilistik entwickelt, beispielsweise, was die Chromatik anbelangt.

## Leben und Wirken
Roney, dessen Vater Amateurschlagzeuger war, versuchte sich vom vierten Lebensjahr an auf der Trompete, erhielt aber zunächst Klavierstunden, bevor er mit neun Jahren durch  Sigmund Haring vom Philadelphia Orchestra auf der Trompete unterrichtet wurde. Bevor er die Duke Ellington High School for the Performing Arts besuchte, hatte er im Alter von vierzehn Jahren bereits seine ersten Aufnahmen eingespielt. 1976 begleitete er Haki R. Madhubuti. Er studierte dann am Berklee College of Music und der Howard University. 1979 ging er mit Abdullah Ibrahim (1979) und hielt sich dann mit Tagesjobs über Wasser. Bevor ihm Miles Davis eines seiner Instrumente schenkte, übte er auf einer geliehenen Trompete. Von 1980 bis 1982 gehörte er zu Art Blakeys Jazz Messengers, ebenso von 1986 bis 1987.
In den nächsten Jahren arbeitete er in den Gruppen von McCoy Tyner, Cedar Walton, Philly Joe Jones, Chico Freeman, Elvin Jones, Ricky Ford, Cindy Blackman und Tony Williams. Ab 1987 leitete er eigene Bands; er spielte mit den Schlagzeugern Marvin Smitty Smith und Cody Moffett, den Pianisten Geri Allen, Kenny Barron, Randy Weston und dem Finnen Jarmo Savolainen sowie mit Kenny Garrett, James Spaulding, Vincent Herring und Christopher Hollyday. 1991 wirkte er an Miles Davis' legendärem Auftritt auf dem Montreux Jazz Festival mit (Miles & Quincy Live at Montreux). Wallace, dessen Trompetenton stark dem von Davis ähnelt, spielte in Montreux einen Teil der Soli. Nach dem Tod von Miles Davis unternahm er mit Herbie Hancock, Ron Carter, Wayne Shorter und Tony Williams eine Gedenktournee; er wirkte auch an dem Tribut-Album "Re-Birth of the Cool" mit, die von Gerry Mulligan geleitet wurde, und gehörte zur Dizzy Gillespie Tribute Band (1991).
Roney trat als Sideman mit Musikern wie Walter Davis Jr., Jay McShann, David Murray und als Solist mit Ornette Coleman, Sonny Rollins, Curtis Fuller, Carole King, Joni Mitchell und Dizzy Gillespie auf. 2001 war er mit All Star-Formationen um Herbie Hancock und Chick Corea auf Tournee. Im 40. Lebensjahr war er bereits an Aufnahmen auf 250 Tonträgern beteiligt.
Roney gilt als der wichtigste neoklassische Trompeter des Jazz, er war in der Chromatik ein eigenständiger Vollender des Hardbops der 50er Jahre und der 60er Jahre.
Roney war mit Geri Allen verheiratet; gemeinsam zu hören sind sie u. a. auf ihrem Album The Gathering. Der Saxophonist Antoine Roney ist sein jüngerer Bruder.
Im März 2020 starb Roney mit 59 Jahren an den Folgen einer SARS-CoV-2-Infektion.

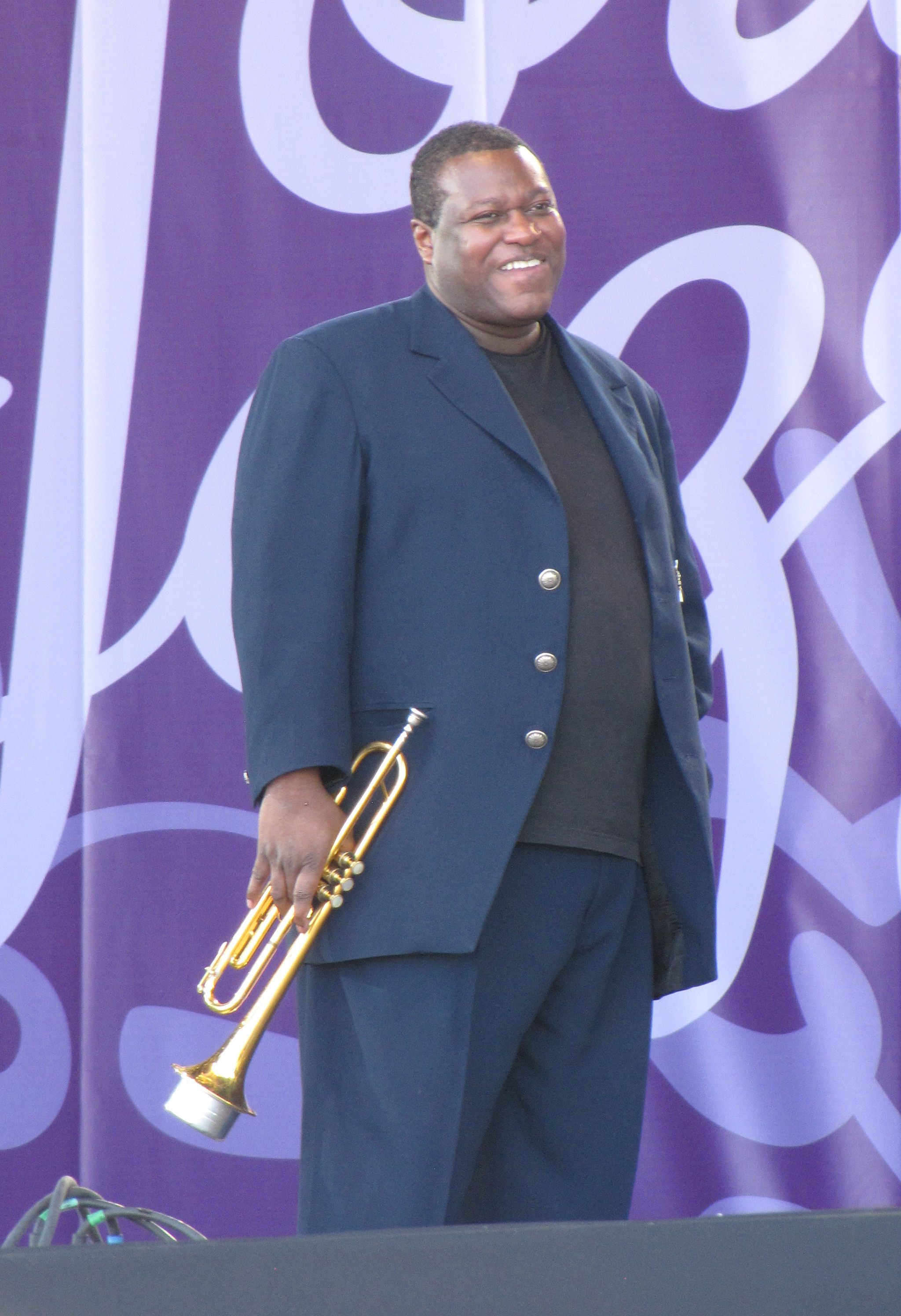
Wallace Roney (2012)

## Auszeichnungen und Preise
1989 und 1980  Jahren gewann Roney den Down-Beat-Wettbewerb als Best College Jazz Instrumentalist; 1989 und 1990 gewann Wallace den Down Beat-Kritikerpoll als Trompeter, der weitere Beachtung verdiene. 1995 erhielt er für A Tribute to Miles von Ron Carter, Herbie Hancock, Wallace Roney, Wayne Shorter & Tony Williams einen Grammy für die beste Jazz-Instrumentaldarbietung.

## Diskographische Hinweise
- Verses (Muse, 1987) mit Gary Thomas, Mulgrew Miller, Charnett Moffett, Tony Williams
- Intuition (1988) mit Gary Thomas, Kenny Garrett, Mulgrew Miller, Ron Carter, Cindy Blackman
- The Standard Bearer (1989) mit Gary Thomas, Mulgrew Miller, Charnett Moffett, Cindy Blackman, Steve Berrios
- What's New (1991) mit Marc Cohen, Charnett Moffett, Cindy Blackman, 1989
- Obsession (Muse, 1990) mit Gary Thomas, Donald Brown, Christian McBride, Cindy Blackman
- Seth Air (Muse, 1991) mit Antoine Roney, Jacky Terrasson, Peter Washington, Eric Allen
- Munchin'  mit Ravi Coltrane, Geri Allen, Christian McBride, Kenny Washington, 1993
- Crunchin'  mit Antonio Hart, Geri Allen, Ron Carter, Kenny Washington, 1993
- Misterios mit Antoine Roney, Ravi Coltrane, Geri Allen, Clarence Seay, Eric Allen, Steve Berrios, Steve Thornton, Valtinho Anastacio, Gil Goldstein, 1994
- Wallace Roney Quintet mit Antoine Roney, Carlos McKinney, Clarence Seay, Eric Allen, 1995
- Village mit Antoine Roney, Chick Corea, Geri Allen, Clarence Seay, Lenny White, Michael Brecker, Pharoah Sanders, Robert Irving III, Steve Berrios, 1996
- No Room For Argument (Stretch, 2001) mit Geri Allen, Buster Williams, Lenny White
- Prototype (HighNote, 2004) mit Antoine Roney, Don Byron, Clifton Anderson, Geri Allen, Adam Holzman, Matt Garrison, Eric Allen, DJ Logic
- Mystikal (HighNote, 2005) mit Antoine Roney, Geri Allen, Adam Holzman, Matt Garrison, Eric Allen, Bobby Thomas Jr.,  Val Jeanty
- Jazz (HighNote, 2007) mit Antoine Roney, Geri Allen, Robert Irving III, DJ Axum, Rashaan Carter, Eric Allen, Bobby Thomas Jr.,  Val Jeanty
- Blue Dawn – Blue Nights (HighNote, 2019)

## Lexigraphische Einträge
- Leonard Feather, Ira Gitler: The Biographical Encyclopedia of Jazz. Oxford University Press, New York 1999, ISBN 0-19-532000-X.
- Martin Kunzler: Jazz-Lexikon. Band 2: M–Z (= rororo-Sachbuch. Bd. 16513). 2. Auflage. Rowohlt, Reinbek bei Hamburg 2004, ISBN 3-499-16513-9.